# Becherov
Becherov (rusiń. Бехерів, Becheriw) – wieś gminna (obec) na Słowacji w kraju preszowskim, powiecie Bardejów.
Becherov położony jest w historycznym kraju Szarysz na szlaku handlowym z Węgier do Polski, przy granicy z Polską. Pierwsze wzmianki o wsi pochodzą z roku 1414, kiedy zapisano jej nazwę w formie Kwbeher.
Według spisu ludności z 2011 roku Becherov liczył 279 mieszkańców, z czego 101 osób (36%) to Słowacy, 117 (41,9%) Rusini, 33 (11,8%) Romowie, a 14 (5,0%) Ukraińcy.
Na terenie wsi znajduje się rezerwat przyrody Becherovská tisina, chroniący największe skupisko cisów na terenie słowackiego fliszu karpackiego.

## Transport
W miejscowości od 1994 r. do 21 grudnia 2007 r. funkcjonowało drogowe przejście graniczne z Polską.